# 大分大学前駅
大分大学前駅（おおいただいがくまええき）は、大分県大分市大字旦野原にある、九州旅客鉄道（JR九州）豊肥本線の駅である。

## 歴史
「JR豊肥線大分大学前駅設置期成会」により2000年秋ごろから新駅設置が働きかけられていた。

### 年表
- 2002年（平成14年）3月23日：開業[2]。
- 2012年（平成24年）12月1日：ICカード「SUGOCA」の利用が可能となる[4]。
- 2018年（平成30年）12月1日：駅遠隔案内システム「ANSWER」の導入に伴い無人化[3][5][6][7]。

## 駅構造
大分方向に向かって左手に駅舎と単式ホーム1面1線を有する地上駅。ガラスを多用した明るい駅舎で、多目的トイレやスロープが設置されており、バリアフリーに配慮した構造である。駅舎からホームへ向かう長いスロープを利用して、しばしば各種写真などの展示会が開催されている。
2018年（平成30年）11月30日まではJR九州鉄道営業が駅業務を行う業務委託駅であった。当初は3月17日に中判田駅 - 滝尾駅間に駅遠隔案内システム「ANSWER」を導入した上で当駅を無人化する予定であったが、当駅と敷戸駅は同年12月まで「ANSWER」導入は見送られた。

## 利用状況
2020年（令和2年）度の1日平均乗車人員は953人である。
| 乗車人員推移 | 乗車人員推移 |
| 年度         | 1日平均人数  |
| ------------ | ------------ |
| 2001年       | 735          |
| 2002年       | 744          |
| 2003年       | 896          |
| 2004年       | 950          |
| 2005年       | 991          |
| 2006年       | 1,039        |
| 2007年       | 1,092        |
| 2008年       | 1,183        |
| 2009年       | 1,193        |
| 2010年       | 1,201        |
| 2011年       | 1,204        |
| 2012年       | 1,308        |
| 2013年       | 1,367        |
| 2014年       | 1,372        |
| 2015年       | 1,564        |
| 2016年       | 1,604        |
| 2017年       | 1,638        |
| 2018年       | 1,646        |
| 2019年       | 1,639        |
| 2020年       | 953          |

備考
1. ↑  開業日（3月23日）から同年3月31日までの計9日間を集計したデータ。

## 駅周辺
駅名の由来となった大分大学旦野原キャンパスが駅の近くにある。周辺は団地・住宅地となっている。また、線路と国道10号を挟んで対岸には陸上自衛隊が駐屯している。
- 大分大学旦野原キャンパス[1]
- 陸上自衛隊大分分屯地
- 大分県産業科学技術センター
- 旦野原団地
- 高江ニュータウン
- 国道10号
- 敷戸簡易郵便局

## 隣の駅
九州旅客鉄道（JR九州）
■豊肥本線
■普通
敷戸駅 - 大分大学前駅 - 中判田駅